# 라티움 동맹
라티움 동맹(이탈리아어: La Lega Latina, 기원전 7세기 무렵 - 기원전 338년) 은 고대 로마 인근 라티움 지방에 있던 30여 마을과 부족들이 자신들에게 적대적인 이웃 지역에 대항해 서로 보호하고, 방어하기 위해 만든 연합체이다. 이 "라티움 동맹"이란 말은 현대 역사가들이 지어낸 용어로, 이에 해당하는 고대 라틴어 표현은 없다.

## 동맹의 성립
원래 라티움 동맹은 알바 롱가 시의 지도 아래 적에게서 주변 지역을 지키기 위해 결성되었다. 알바롱가 시가 이 연맹의 중심이었기 때문에 유피테르 신 숭배의식을 포함한 여러 종교 제전은 알바롱가에 있는 알바 산에서 열렸다. 또한 동맹국 회원들은 이 도시에 모여 법을 집행하기도 했다. 기원전 6세기경 에트루리아 왕들은 아리키아를 지배하려고 했으나, 라티움 동맹이 이들의 침략을 막았다. 소 카토가 기록한 비문의 불완전한 단편에 따르면, 한때 이 동맹은 투스쿨룸, 아리키아, 라누비움, 라비니움, 코라, 티부르, 포메티아, 아르데아가 있었다고 한다.
기원전 493년에 로마인들과 라티움 동맹은 카시우스 조약(foedus Cassianum)을 맺어 상호 방위를 약속했다. 이 조약은 로마의 평민 지도자 스푸리우스 카시우스(Spurius Cassius)가 주선하였으며, 그 조약문은 4백년 뒤 키케로의 시대에도 로마 광장에서 여전히 볼 수 있었다. 이 조약의 요약문을 할리카르나소스의 디오뉘시오스(6, 95, 1-3)는 다음과 같이 전한다.
| “ | 로마인과 모든 라티움 도시들은 하늘과 땅이 같은 장소에 있는 한 계속해서 평화 관계를 유지한다. 그들은 서로 간에 전쟁하지 않으며, 외국의 적들을 불러들이지도 말며, 어느 편과 전쟁을 하는 제3자에게 안전한 통로도 제공하지 않는다. 공격을 받을 때에는 모든 힘을 바쳐서 서로 돕고 공동의 전쟁에서 얻은 전리품과 약탈품들은 동등한 몫으로 공평하게 나눈다. 사적인 계약과 관련된 모든 소송사건은 그 계약을 체결된 당사자들끼리 10일 이내에 처리하도록 한다. 로마인과 모든 라티움 도시들의 공동 합의를 통하지 않고 이 조약의 어떤 내용을 빼거나 더하지 못한다.[4] | ” |
이렇듯 이 조약에 따르면 로마인들은 공동 방위를 위한 절반의 군대를 제공하기로 했고, 라티움 동맹은 나머지 절반을 제공하기로 했다. 군대를 소집한 쪽에서 그 군대를 지휘하도록 했으며, 노획물은 공평하게 반분하기로 했다.그리하여 로마는 단일 시이면서 노획물의 절반을 차지한 반면, 동맹국들은 다른 나머지 절반을 서로 나눠 가졌다. 동맹군 소집 결정권은 로마에게만 있었던 반면, 라티움 동맹은 소집에 응하기 전에 동맹국들에게 납득할 만한 이유를 제시해야 했다. 이 조약은 로마의 지위를 라티움 동맹 전체의 지위와 동등하게 규정하여 라티움에서 로마의 세력 확장에 대단히 중요한 의미를 지녔다.

## 동맹의 해체
이후 로마는 점차 라티움 동맹의 지배권을 잡게 된다.기원전 358년 원래의 조약을 갱신하여 로마의 우위를 공식적으로 확인했는데, 이는 이후 라티움 전쟁(기원전 343년~338년) 발발의 도화선이 된다. 로마가 이에 승리하면서 동맹은 해체된다. 라티움 동맹이 없어진 338년 이후 로마는 라티움 지역 각 도시를 자치시(municipium)으로 삼고, 식민시를 건설했다. 그리하여 이들 각 성읍들은 로마의 지배를 받게 되었으며, 이곳에 사는 사람들은 로마인 식민자로 간주되었다.